# Novi svijet (list)
Novi svijet, hrvatski katolički mjesečnik Pokreta fokolara

## Povijest
Pokrenut je 1991. godine. Izlazio je u Ljubljani i Zagrebu, a danas u Križevcima. Uređivali su ga Slavko Mikelin, Florijan Škunca i Đina Perkov.